# Dráchov (Těmice)
Dráchov (německy Drachow) je malá vesnice, část obce Těmice v okrese Pelhřimov. Nachází se asi 3 km na jihovýchod od Těmice. V roce 2009 zde bylo evidováno 37 adres. V roce 2001 zde trvale žilo 74 obyvatel.
Dráchov leží v katastrálním území Dráchov u Těmic o rozloze 1,03 km2.

## Další fotografie

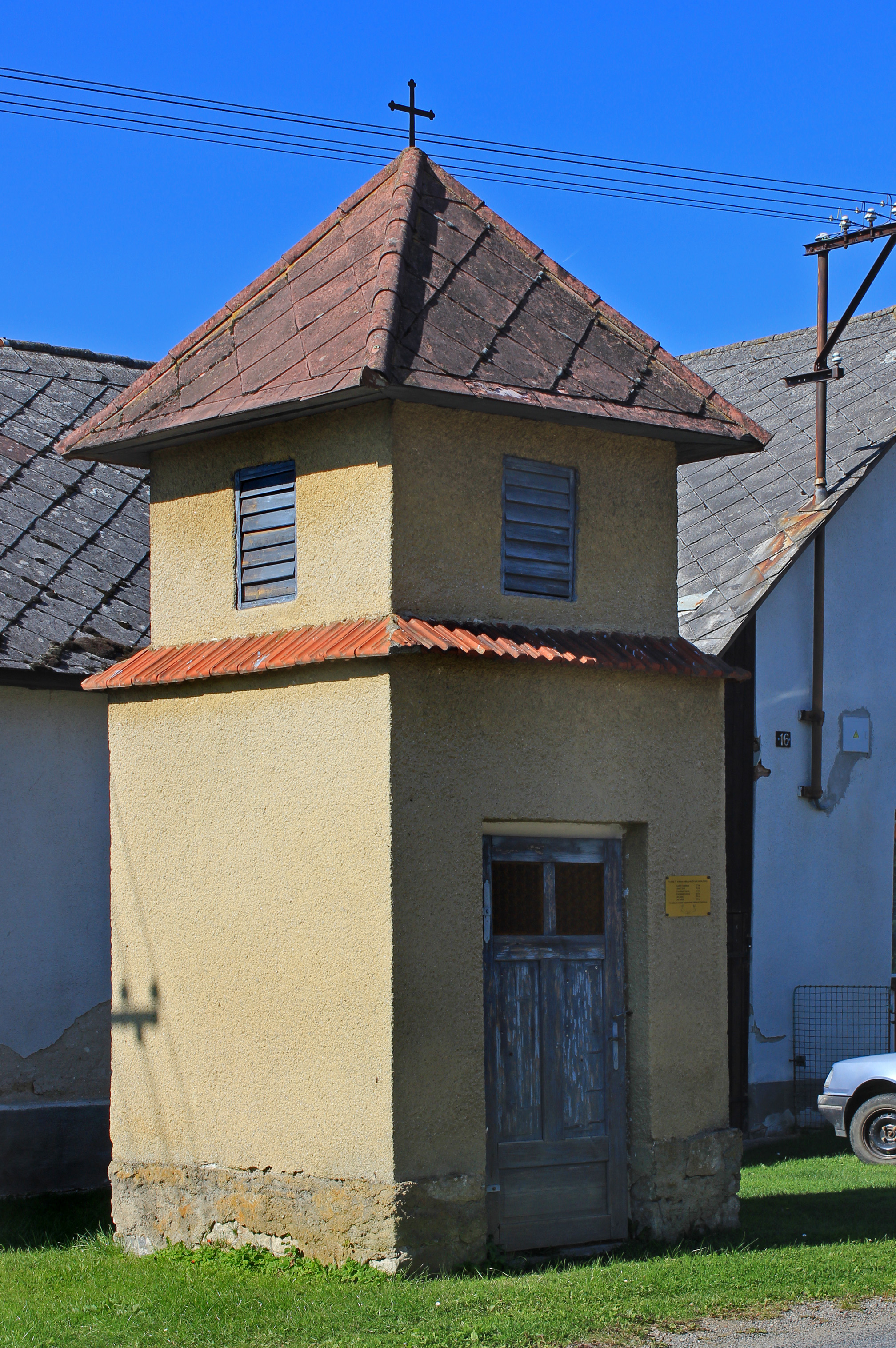
Transformátor? Ne, kaplička!
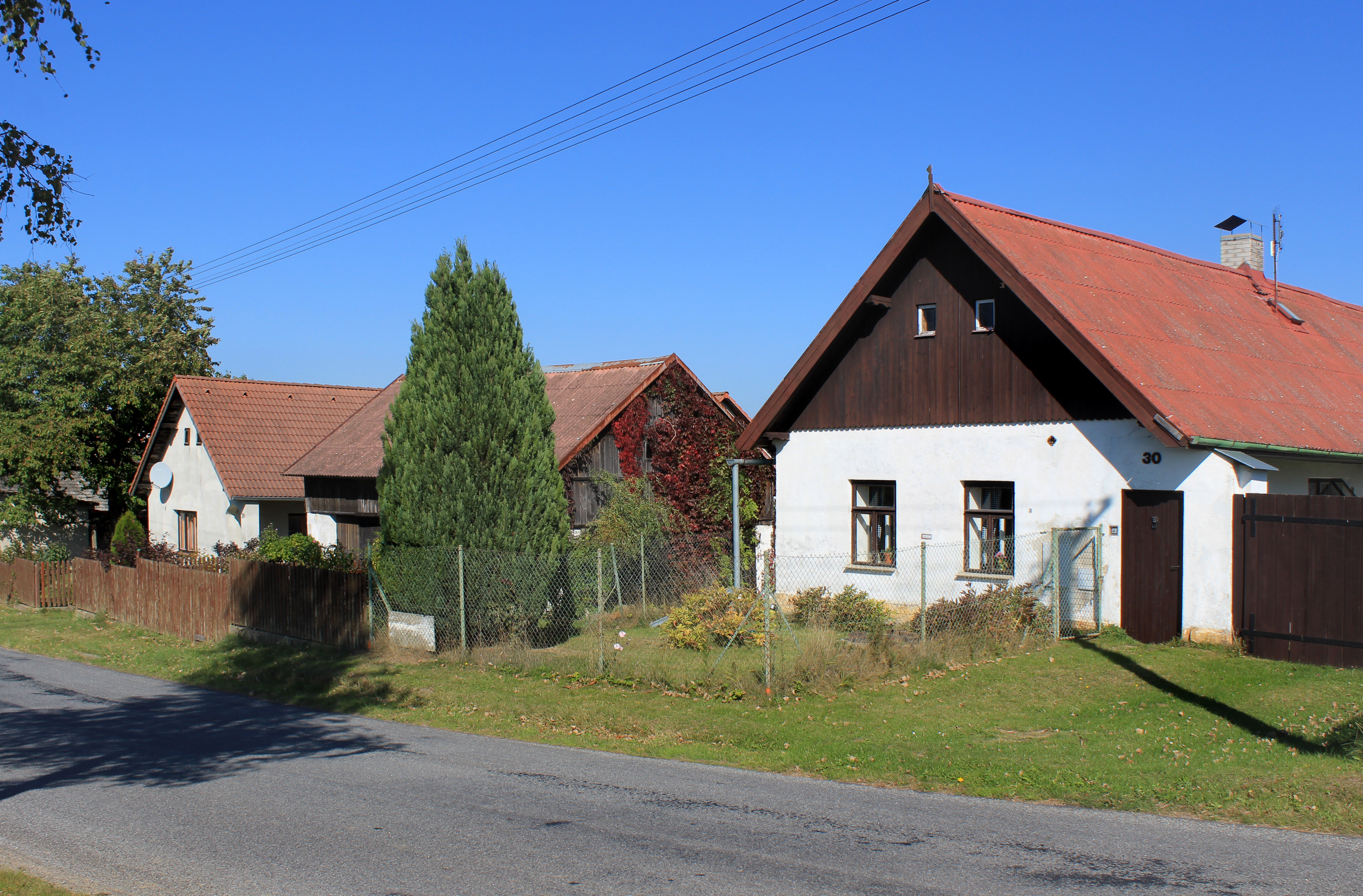
Dům čp. 30
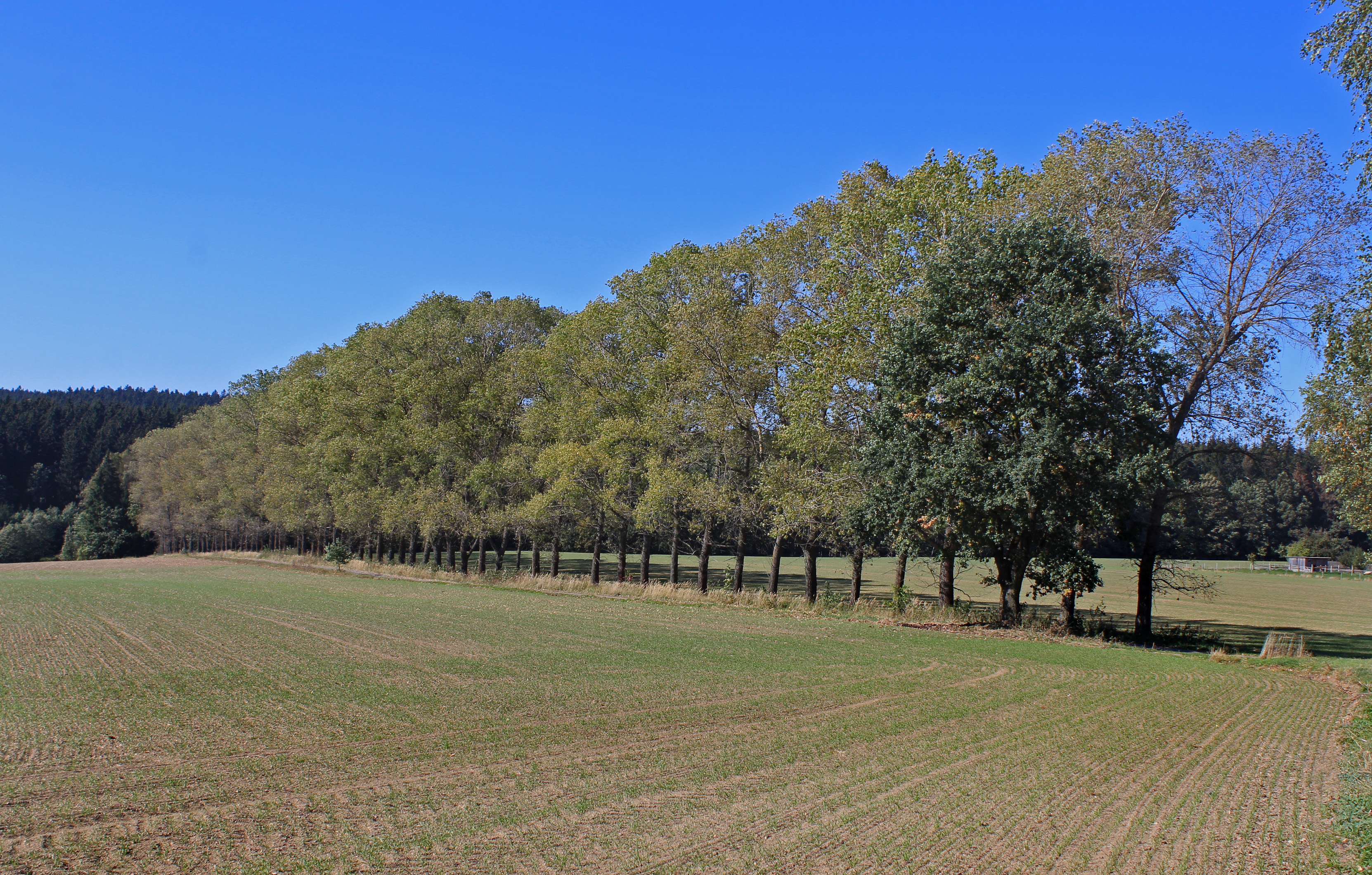
Stromořadí jižně od vesnice